# Ајва (Јужна Каролина)
Ајва (енгл. Iva) град је у америчкој савезној држави Јужна Каролина.

## Демографија
По попису из 2010. године број становника је 1.218, што је 62 (5,4%) становника више него 2000. године.
| Група             | 2000.         | 2010.         |
| Белци             | 1.080 (93,4%) | 1.109 (91,1%) |
| Афроамериканци    | 73 (6,3%)     | 78 (6,4%)     |
| Азијати           | 0 (0,0%)      | 10 (0,8%)     |
| Хиспаноамериканци | 1 (0,1%)      | 3 (0,2%)      |
| Укупно            | 1.156         | 1.218         |